# Filipe Nyusi
Felipe Nyusi (Namau, 12 febbraio 1959) è un politico mozambicano, Presidente del Mozambico dal 2015 al 2025, dopo la vittoria alle elezioni presidenziali del 2014 ed alle successive elezioni presidenziali del 2019.